# Job 13
Job 13 es el decimotercer capítulo del Libro de Job en la Biblia hebrea o el Antiguo Testamento del Cristianismo . El libro es anónimo; la mayoría de los estudiosos creen que fue escrito alrededor del siglo VI a. C. Este capítulo recoge el discurso de Job, que pertenece a la sección Diálogo del libro, y comprende Job 3:1–Job 31:40.

## Texto
El texto original está escrito en lengua hebrea. Este capítulo se divide en 28 versículos.

### Testimonios textuales
Algunos manuscritos antiguos que contienen el texto de este capítulo en hebreo pertenecen al Texto masorético, que incluye el Códice de Alepo (siglo X) y el Codex Leningradensis (1008). Se encontraron fragmentos que contienen partes de este capítulo en hebreo entre los Rollos del Mar Muerto, incluyendo 4Q100 (4QJobb; 50–1 a. C.) con los versículos 15–17 conservados.

## Análisis
La estructura del libro es la siguiente:
- El prólogo (capítulos 1-2)
- El diálogo (capítulos 3-31)
- Los veredictos (32:1-42:6)
- El epílogo (42:7-17)

Dentro de la estructura, el capítulo 13 se agrupa en la sección Diálogo con el siguiente esquema:
- La maldición y el lamento de Job (3:1–26)
- Primera ronda (4:1–14:22)
  - Eliphaz (4:1–5:27)
  - Job (6:1–7:21)
  - Bildad (8:1–22)
  - Job (9:1–10:22)
  - Zophar (11:1–20)
  - Job (12:1–14:22)
    - Los malvados prosperan, pero yo sufro (12:1–6)
    - La mano de Dios en la creación (12:7–12)
    - El control activo de Dios sobre el mundo (12:13–25)
    - La postura de Job (13:1–3)
    - Job reprende a sus amigos (13:4–12)
    - Dirigiéndose a sus amigos (13:13–19)
    - Dirigiéndose a Dios (13:20–28)
    - La brevedad de la vida humana (14:1–6)
    - La falta de esperanza para los seres humanos (14:7–12)
    - La exploración imaginativa de la esperanza por parte de Job (14:13-17)
    - La falta de esperanza, de nuevo (14:18-22)
- Segunda ronda (15:1-21:34)
- Tercera ronda (22:1-27:23)
- Interludio: un poema sobre la sabiduría (28:1-28)
- Resumen de Job (29:1–31:40)

La sección del diálogo está compuesta en formato poético, con una sintaxis y una gramática distintivas. Los capítulos 12 a 14 contienen el discurso final de Job en la primera ronda, en el que se dirige directamente a sus amigos (12:2–3; 13:2, 4-12).

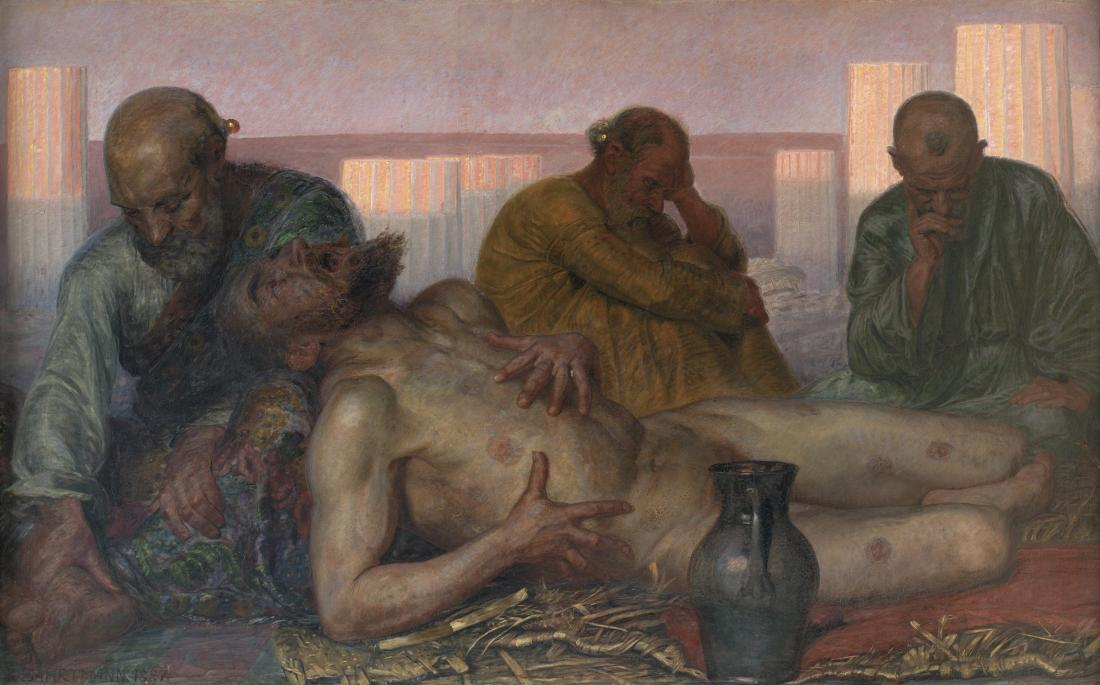
«Job y sus amigos», de Kristian Zahrtmann (1887).

## Job se dirige a sus amigos (13:1–19)
El versículo 1 comienza con Job resumiendo su discurso en Job 12 antes de dirigirse a sus amigos en los versículos 2-12, contrastando la postura de Job («pero yo», versículo 3) y la de sus amigos («pero vosotros», versículo 4). Job pide silencio a sus amigos (versículos 5 y 13), ya que quiere «buscar con valentía la verdad ante Dios». Aunque Job tenía miedo de acercarse a Dios (versículos 13b-14, también versículo 21), insistía en el litigio, consciente del riesgo y, sin embargo, de la esperanza de ser reivindicado (como en el capítulo 14).

### Versículo 15
[Job dijo:] Aunque Él me mate, yo confiaré en Él,
pero defenderé mi conducta ante Él.
- «En Él»: del hebreo texto escrito (kethib o ketiv) לֹא, loʾ (podría traducirse como «no»), pero aquí se lee (Qeri) como לוֹ, «a él»).[19][20] La RSV lo traduce como: «He aquí, él me matará, no tengo esperanza», mientras que la NIV lo traduce como «aunque él me mate, yo esperaré en él».[19][20]

## Job se dirige a Dios (13:20-28)
En el versículo 20, Job dirige su discurso a Dios, que puede dar o negar una solución a sus problemas. Los versículos 20-27 pueden clasificarse como un lamento, en el que Job expone lo que quiere que Dios haga con sus pecados para justificar el alcance de los castigos que ha recibido. La observación final es una imagen sobre una persona sin dignidad, que se pudre o es destruida por las polillas.

### Versículo 26
[Job dijo:] Porque escribes cosas amargas contra mí
y me haces heredar las iniquidades de mi juventud.
Job reconoce que cometió pecados en su juventud (o «años de juventud»; cf. Salmo 25:7), pero sin duda los había confesado antes y ahora se pregunta si su sufrimiento es el castigo largamente pospuesto por esos pecados pasados, que Dios ha registrado y recordado. En Job 31:35, Job utilizará la misma metáfora de que escribe y firma su confesión y pone su caso en manos de Dios.

## Comentarios previos
Del tramo 13,20 al 14,22.
Job prosigue su discurso con un apasionado alegato dirigido directamente a Dios, cargado de tensión interior. En él se entrelazan el atrevimiento y la confianza, la protesta y la esperanza. La estructura general del pasaje mantiene el motivo del pleito con Dios, que se convierte ahora en una vía para intentar comprender el sufrimiento humano desde una perspectiva más profunda. Primero, Job interroga a Dios sobre su pecado (13,20-28). No lo hace con arrogancia, sino con el deseo sincero de saber si ha cometido alguna falta que justifique su dolor. Sospecha que no hay tal culpa, y por eso interpreta el trato recibido como un exceso divino contra una criatura frágil y efímera. Se compara con una hoja arrastrada por el viento y un vestido corroído por la polilla, imágenes que subrayan su vulnerabilidad.
A continuación, en el capítulo 14, Job amplía su reflexión. Se pregunta por qué Dios llama a juicio al ser humano cuando este es, por naturaleza, débil y destinado a una existencia breve y limitada (14,1-12). Frente a otras realidades de la creación, como los árboles que pueden volver a brotar, el ser humano parece condenado a una muerte definitiva. En los versículos 7-15 se percibe un tono de tristeza, pero también un deseo casi inconsciente de trascendencia. Job expresa la posibilidad, aunque tenue, de que el hombre pueda vivir después de la muerte. Más adelante, imagina que si Dios considerara con compasión la fragilidad humana, preferiría perdonar en lugar de castigar (14,16-17). Sin embargo, concluye que no es así: Dios parece anular toda esperanza, y la muerte aparece como un destino inevitable que arrasa con todo (14,18-20). El cierre del discurso (14,21-22) expresa una melancólica añoranza de vida más allá de la tumba, una forma de inconformismo ante la perspectiva de que todo acabe con la muerte.
Desde una lectura cristiana, Gregorio Magno interpreta esta sección como una intuición oscura de la resurrección futura. Para él, las palabras de Job expresan el anhelo de la vida eterna, aún no revelada, pero ya inscrita en lo más profundo del corazón humano. Así, el lamento de Job se convierte en anuncio profético de la esperanza cristiana en la victoria sobre la muerte:

A la vida breve sucede la eternidad. El hombre fue fortalecido un poco al recibir aquí las fuerzas del vivir por breve tiempo para pasar a lo perdurable, donde su vida no estará sujeta a ningún fin.

## Comentarios

### De la Iglesia católica

#### A los versículos 1-19
Después de reiterar con ironía su reivindicación frente a los amigos, el discurso de Job adopta un tono marcadamente confrontativo. Su actitud se vuelve desafiante, no solo hacia sus interlocutores, sino también en relación con Dios. A los amigos les exige silencio y les acusa de proferir falsedades (vv. 4-5), señalando que su defensa de Dios se apoya en argumentos vacíos o incluso en engaños (vv. 7-9). Job denuncia que hablar en nombre de Dios sin verdad es, en sí mismo, una forma de injusticia. El núcleo del pasaje gira en torno a una escena judicial, que se intensifica progresivamente. No se trata simplemente de una disputa entre Job y sus amigos, sino de un juicio más amplio: primero, entre Dios y los defensores mal informados de su justicia; luego, entre Dios y el propio Job. Este deseo de pleitear con Dios no es un acto de irreverencia, sino una forma de llevar su sufrimiento al terreno de la verdad, donde espera ser escuchado con justicia.
En este contexto, Job deja claro que el debate no es retórico ni académico: se juega la vida (vv. 14-16). No busca ganar un argumento, sino recuperar su dignidad frente a un sufrimiento que no comprende. El resto del discurso desarrollará esta imagen de un pleito audaz y valiente, donde Job, aún sin entender el motivo de su dolor, mantiene la esperanza de que Dios no será indiferente a su causa.

#### A los versículos 15-16
La primera parte de Job 13,15 presenta una dificultad textual notable. El texto hebreo masorético dice literalmente: «Puede matarme, no tengo esperanza» (hebr. *hen yahargeni, lo ayachel*), una expresión oscura que parece contradecir el tono del resto del pasaje. Sin embargo, versiones antiguas como la Septuaginta y la Vulgata reflejan una lectura diferente: «Aunque me mate, en Él esperaré». Esta variante, que es la que suele adoptarse en muchas traducciones, encaja mejor con el contexto y el carácter del discurso de Job.
Esta esperanza en Dios, incluso cuando todo parece adverso y aun cuando las acciones divinas puedan parecer destructivas, es lo que sustenta la audacia de Job. No se trata de una resignación pasiva, sino de una confianza radical: se atreve a presentarse ante Dios como alguien que se sabe inocente. El acto de comparecer ante Dios ya es, para Job, una afirmación de su rectitud, pues —como él mismo afirma— «ante Él no comparece el impío» (v. 16). La osadía de Job nace, por tanto, de una fe firme en que la justicia divina no puede ser indiferente ante su clamor.
Tomás de Aquino comenta así estas palabras: 

Si mi esperanza en Dios se basara sólo en bienes temporales, estaría obligado a desesperar; pero puesto que mi esperanza en Dios se basa en bienes espirituales que permanecen después de la muerte, aunque Él me aflija hasta faltarme la vida, no cesará la esperanza que tengo en Él.

Esta firme confianza de Job en Dios destaca por encima de todas sus rebeldías y se convierte en un permanente estímulo para los hombres de todos los tiempos.